# رمولن
رمولن (به فرانسوی: Remoulins) یک کامین در فرانسه است که در Canton of Remoulins واقع شده‌است.

## خصوصیات
رمولن ۸٫۲۴ کیلومترمربع مساحت و ۲٬۳۸۱ نفر جمعیت دارد و ۲۷ متر بالاتر از سطح دریا واقع شده‌است.